# Wapen van Heel

Wapen van Heel (1991-2007)

Wapen van Heel (1819), gebruikt door de gemeente Heel en Panheel

De gemeente Heel heeft op 13 december 1991 een wapen toegekend gekregen. De beschrijving van dit wapen luidt:
"Doorsneden; I in azuur de buste van de Heilige Lambertus van zilver, de mijter en het rationale geboord van goud; II in goud drie hoorns van keel, geplaatst twee en een. Het schild gedekt met een gouden kroon van drie bladeren en twee parels."

## Geschiedenis
Op 21 april 1819 werd aan de gemeente Heel een wapen toegekend. De gemeente Heel was echter een jaar eerder opgegaan in de gemeente Heel en Panheel, die het wapen in gebruik nam. De beschrijving van dit wapen luidde:
"Van blaauw beladen met het borstbeeld van Helena, tot schild-houder de Heilige Lambertus, alles van goud, in bisschoppelijk gewaad."
Dit wapen wordt als volgt verklaard: St Helena fungeert als sprekend symbool, terwijl Lambertus patroonheilige is van het Patrimonium van St.Lambertus te Luik. Deze waren de bezitters van de heerlijkheid waartoe Heel eerder behoorde. St. Helena heeft geen historische betekenis voor de gemeente.
Na de oprichting van de nieuwe gemeente Heel werd gekozen voor een borstbeeld van St. Lambertus, een symbool dat ook voorkwam in de bekende zegels van de schepenbank van Heel, die eigenlijk uitsluitend het dorp Heel zelf omvatte. De hoorns verwijzen naar twee families: Van Horn en Van Ghoor. De kleuren zijn die van het graafschap Horne. De hoorns kwamen voor in het zegel van de schepenbank Pol en Panheel en in de wapens van de plaatsen Beegden en Wessem, die aan de nieuwe gemeente waren toegevoegd.
Op 1 januari 2007 ging de gemeente Heel op in de nieuw gevormde gemeente Maasgouw. Er werden geen elementen uit het wapen van Heel overgenomen in het nieuwe gemeentewapen.

## Verwante wapens

Het wapen van Beegden
Het wapen van Wessem